# Umar Xaïkh Mirza
Umar Xaïkh Mirza (Samarcanda el 1456 - Akhsi, 8 de juny de 1494) fou un príncep timúrida que va governar a la vall de Ferganà, amb capital a Andijan i governant també a Marghilan, Osh, Khudjand, Isfara, Akhsi i Kasan. Hauria rebut aquestos territoris en vida del seu pare Abu Saïd el 1465. Inicialment el pare li havia concedit el govern de Kabul amb Baba-i-Kabuli com a guardià, però en anar a Samarcanda per una festa de circumcisió li va donar Andijan i va conservar a Abu Bakr en el govern de Kabul. Abu Said va imposar el casament de tres dels seus fills amb tres de les filles de Yunas Khan de Mogulistan, per segellar les relacions entre els dos poders i hauria donat aquestos terrenys com a dot. Umar Xaykh es va casar amb la princesa Kutlugh Nigar Khanum (vers 1475/1476) i va utilitzar el títol de Kürägän (gendre reial); aquesta princesa fou mare de Baber i de Khanzada Begum, que fou anys després l'esposa de l'uzbek Muhàmmad Xibani. Umar Shaykh Mirza va governar Andijan sota la tutela de Khundaberdi Tughči Timurtash. El pare fou fet presoner pels ak koyunlu el 1468 i fou executat el 5 de febrer de 1469).
El 1470 Sultan Mahmud Mirza d'Hisar i Umar Shaykh Mirza es van aliar per atacar Samarcanda governada per Sultan Ahmad Mirza però per mediació d'un cap religiós es va fer la pau i Sultan Ahmad Mirza li va cedir Taixkent i Sayram; Shahrukia la va agafar per un engany i la va conservar, però un temps després hauria perdut Taixkent i Shahrukia cedides als kans de Moghulistan a canvi del seu suport. Segons explica Baber a la Babur-name, Shaykh Mirza era un governant ambiciós i amb moltes pretensions, sempre disposat a les conquestes. Més d'una vegada va atacar Samarcanda i a vegades fou derrotat i es va retirar contra la seva voluntat; algunes vegades va demanar l'ajut del seu sogre, Yunus Khan de Mogulistan; cada vegada que li demana ajut li cedia algun territori, però a causa de la seva mala conducta i altres perquè els plans es van frustrar, les coses no van sortir com volien i Yunus Khan es va acabar retirant cap al Mogulistan. Quan Yunus va marxar només conservava Taixkent i Shahrukhia, a vegades anomenada Shash o Shasti, que li hauria estat cedida el 1485. Yunus Khan va tenir com a successor al seu fill Mahmud Khan (la seva germana fou esposa de Baber). Un relat diu que fou atacat per Sultan Ahmad Mirza, i Yunas Khan el va venir a ajudar i a canvi li va cedir Akshi, però que en retirar-se Sultan Ahmad, Umar Shaykh es va enfrontar al seu sogre i en una data que les fonts no precisen van lliurar la batalla de Takka Segritkü en la qual fou fet presoner, però fou alliberat magnànimament pel seu sogre
Baber diu que va lliurar tres grans batalles: la primera contra Yunus Khan a la vora del riu Saihun al nord d'Andijan, al poble del Salt de les Cabres (l'esmentada batalla de Takka Segritkü); fou derrotat i fet presoner però Yunus el va tractar bé i el va deixar marxar. La segona batalla fou contra els uzbeks, a l'Urus, quan tornaven d'una ràtzia a Samarcanda, i va travessar el riu gelat i els va sorprendre, i els va fer molts presoners i botí (que va retornar als seus propietaris). La tercera batalla fou contra el seu germà Sultan Ahmad Mirza a un lloc entre Shahrukhia i Ura-tepe, on fou derrotat.
El 1488 Sultan Ahmad Mirza va marxar des d'Ura-tepe ((antigament Afirushna) contra el moguls de Taixkent però fou derrotat al riu Chir; Ura-tepe fou llavors cedida a Umar Shaykh.
El 1494 Mahmud Khan (fill de Yunas Khan) i Sultan Ahmad Mirza de Samarcanda es van aliar contra Umar Shaykh Mirza; Ahmad va avançar al sud del Sirdarià i Mahmud Khan al nord. Umar Shaykh era a Akhsi i el seu colomar es va enfonsar i el va fer caure al riu i va morir el 8 de juny en aquest accident. Quan va morir el 1494, va anar seguit amb dos o tres mesos de diferència del seu germà Sultan Ahmad Mirza de Samarcanda i fou menys d'un any abans de la mort del seu germà Sultan Mahmud Mirza d'Hisor (1459-1495) i de Samarcanda (1494-1495).
Va tenir diverses esposes i concubines; de les primeres Kutlug-Nigar Khanum, mare de Baber; Aulus Agha, filla de Khwaja Husayn Beg (mare d'una filla morta en la infantesa); Fàtima Sultan Agha, de la família dels tuman begs Moghul (la primera de les esposaes); Qaraguz (Makhdum sultan) Begum was another (la darrera esposa); entre les concubines Umid Aghacha que va morir abans que Umar Shaykh; Tun Sultan (o Yun Sultan) dels tuman begs Moghuls, i Agha Sultan.
Va deixar almenys tres fills: Baber (fundador de l'Imperi Mogol) que el va succeir, Jahangir Mirza dos anys més jove (successor de Baber a Andijan el 1500 fins al 1501 quan fou derrocat per Sultan Ahmad Tambal, aliat uzbek) i Nasir Mirza quatre anys més jove que Baber (+1515), rei de Badakhxan (1505-1507). La seva filla gran era Khanzada Begum, sis anys més gran que Baber (amb el qual compartia la mare); Mihr-ban Begum la següent, era dos anys més jove; Shahr-ban Begum vuyit anys més jove (les dues darrerss germanes de Nasir amb la mateixa mare); Yadgar-sultan Begum una altra (la mare era una dona d'Andijan de nom Agha-sultan); i Ruqaiya-sultan Begum la darrera (filla de Makhdum-sultan Begum), les dues últimes pòstumes i la darrera esposa de l'uzbek Janibeg Sultan (amb el qual va tenir un o dos fills que no van arribar a grans).